# Daniela Ceccarelli
Pour les articles homonymes, voir Ceccarelli.
Daniela Ceccarelli (née le 25 septembre 1975 à Frascati, dans la province de Rome, Latium - ) est une skieuse alpine italienne.

## Biographie
Spécialiste des disciplines rapides, Daniela Ceccarelli a rejoint le club de ski Selvino de Bergame sous la direction de Tony Morandi et a déménagé à Cesana Torinese en 1996. À partir de 1998, elle a fait partie intégrante de l'équipe nationale italienne, où elle est restée jusqu'en 2010, concourant en tant qu'athlète pour le Groupe Sportif Fiamme Oro.

### Carrière d'entraîneur
En 2013, Daniela Ceccarelli a fondé un club de ski à Sansicario avec son mari, l'entraîneur de ski alpin Alessandro Colturi, et son frère Davide Ceccarelli, ancien skieur. En tant qu'entraîneur, elle suit sa fille Lara Colturi, également skieuse alpine, aux côtés de son mari.
Depuis la saison 2022-2023, elle a été nommée directrice technique de l'équipe nationale de ski alpin d'Albanie, à la suite de la décision de faire concourir sa fille sous les couleurs albanaises.

## Palmarès

### Jeux olympiques
| Épreuve / Édition | Salt Lake City 2002 | Turin 2006 |
| Descente          | 20e                 | -          |
| Super G           | Or                  | 31e        |
| Combiné           | 15e                 | -          |

### Championnats du monde
| Épreuve / Édition | Vail 1999 | Saint-Anton 2001 | Saint-Moritz 2003 | Bormio 2005  |
| Descente          | -         | 16e              | 13e               | 14e          |
| Super G           | 18e       | 15e              | Abandon           | -            |
| Combiné           | -         | 15e              | -                 | Disqualifiée |

### Coupe du monde
- Meilleur classement général : 16e en 2003.
- 3 podiums

#### Différents classements en Coupe du monde
| Saison / Épreuve | Saison / Épreuve | Général | Général | Descente | Descente | Super G | Super G | Slalom géant | Slalom géant | Slalom | Slalom | Combiné | Combiné |
| ---------------- | ---------------- | ------- | ------- | -------- | -------- | ------- | ------- | ------------ | ------------ | ------ | ------ | ------- | ------- |
| Saison / Épreuve | Saison / Épreuve | Class.  | Points  | Class.   | Points   | Class.  | Points  | Class.       | Points       | Class. | Points | Class.  | Points  |
| 1998             | 1998             | 84e     | 25      | 36e      | 16       | 44e     | 9       | -            | -            | -      | -      | -       | -       |
| 1999             | 1999             | 66e     | 56      | 37e      | 14       | 35e     | 42      | -            | -            | -      | -      | -       | -       |
| 2000             | 2000             | 64e     | 116     | 33e      | 54       | 25e     | 62      | -            | -            | -      | -      | -       | -       |
| 2001             | 2001             | 40e     | 170     | 32e      | 37       | 16e     | 133     | -            | -            | -      | -      | -       | -       |
| 2002             | 2002             | 19e     | 413     | 11e      | 201      | 7e      | 158     | -            | -            | -      | -      | 8e      | 54      |
| 2003             | 2003             | 16e     | 429     | 13e      | 116      | 6e      | 289     | 44e          | 9            | -      | -      | 16e     | 15      |
| 2004             | 2004             | 30e     | 265     | 13e      | 175      | 22e     | 90      | -            | -            | -      | -      | -       | -       |
| 2005             | 2005             | 56e     | 119     | 19e      | 103      | 47e     | 9       | -            | -            | -      | -      | 24e     | 7       |
| 2006             | 2006             | 49e     | 125     | 29e      | 54       | 27e     | 71      | -            | -            | -      | -      | -       | -       |
| 2007             | 2007             | 109e    | 14      | -        | -        | 43e     | 14      | -            | -            | -      | -      | -       | -       |
| 2008             | 2008             | 46e     | 128     | 27e      | 83       | 26e     | 45      | -            | -            | -      | -      | -       | -       |
| 2009             | 2009             | 78e     | 54      | 33e      | 32       | 39e     | 22      | -            | -            | -      | -      | -       | -       |

(État au 30 décembre 2022)